# Juan Gelman
Juan Gelman Burichson (3. květen 1930, Buenos Aires – 14. leden 2014, Ciudad de México) byl argentinský básník, novinář, levicový politický aktivista a nositel Cervantesovy ceny z roku 2007.

## Život
Narodil se roku 1930 rodičům ukrajinského původu v Argentině. Byl silně politicky angažovaný, kritizoval režim argentinské vojenské junty, jež vládla v letech 1976-83. Již před nástupem junty byl často terčem paramilitárních jednotek Triple A, a proto již roku 1975 odešel do exilu. V nepřítomnosti byl odsouzen k smrti. Do vlasti se mohl vrátit až roku 1988. Dožil však v Mexiku. Exil se stal též velkým tématem jeho tvorby, zejména ve sbírkách Si dulcemente (Tak sladce), Citas y comentarios (Citace a komentáře) či Exilios, jejímž spoluautorem byl Osvaldo Bayer.
Gelman též zveřejnil případ své vnučky, která během vojenské diktatury zmizela. Nakonec se ukázalo, že po zmizení jejích rodičů (pravděpodobně zabitých v koncentračním táboře) byla ihned po narození předána rodině v Uruguayi. Gelman vnučku nakonec vypátral a roku 2000 se s ní setkal. Spolu s Marou Lamadridovou o tématu napsal knihu Ni el flaco perdón de Dios - Hijos de desaparecidos (Ani špetka Božího odpuštění - Děti zmizelých).
V roce 2005 obdržel ocenění 'Premio Reina Sofía de Poesía Iberoamericana'. Roku 2008 navštívil Prahu.